# Campos Gladios
Los Campos Gladios (Gladden Fields en la versión original inglesa) son una localización ficticia que forma parte del legendarium creado por el escritor británico J. R. R. Tolkien. Son una zona pantanosa ubicada en donde el Río Gladio se une al Anduin, al norte de Lothlórien.
Antiguamente, cuando los Elfos teleri que no cruzaron las Montañas Nubladas se establecieron en la región, había allí “(…)un lago formado por una depresión profunda en el cual el Anduin vertía sus aguas desde el norte, siendo la parte más rápida de su curso; en una larga pendiente de aproximadamente setenta millas; y allí se mezclaba con el torrente del Río Gladio (Sîr Ninglor)  que bajaba, apresurado, desde las Montañas Nubladas. El lago había sido más amplio al oeste del Anduin, y por el lado occidental del valle era escarpado; pero sobre el este, probablemente llegaba hasta los pies de las largas pendientes de los montes en la parte sur del Bosque Verde...”  A fines de la Segunda Edad el lago se había convertido en un gran pantano, pero en las regiones al este del Anduin entre el río y los lindes del Gran Bosque, había amplias llanuras, cubiertas con hierba, por lo que los viajeros debían ir por los senderos del lado este.

## Etimología
Los Campos Gladios son llamados también Loeg Ningloron, nombre Sindarin compuesto por Loeg “estanque”, “lago”; y Ninglor, palabra compuesta, probablemente por nin- plural de nen “agua” y por glaur (-glor) “oro” (pero referido al color dorado), raíz (G)LÁWAR y haría referencia a las flores acuáticas, fundamentalmente el lirio dorado, que abundaban en el lugar y que “(…)alcanzaban mayor altura que un hombre y daban su nombre a toda la región y al río que bajaba de las Montañas …” Por lo que, Christopher Tolkien traduce,  parcialmente, como “Estanques de las Flores Acuáticas Doradas” (“Pools of the golden water-flowers” en inglés). Es decir, sería la forma élfica de traducir la palabra rohirrica Gladios o Gladden en inglés y que según Tolkien “(…) contiene el anglo sajón glædene, «lirio», que en mi libro se refiere al «lirio amarillo» que crece en las corrientes y los marjales: iris pseudacorus…”  y que en la actualidad pervive como gladdon; “(…)gladden es, por otra parte, una forma arcaica del siglo XVIII de la misma palabra…" y en español se emplea el término gladio, que guarda semejanza con el nombre original así como con el nombre de flor gladiolo (del latín gladiolus, que en última instancia también es el origen de la palabra inglesa antigua).”

## Historia
Allí y en las cercanías de la confluencia con el Río Gladio fue atacada, en los albores de la Tercera Edad, la Compañía de Isildur por los orcos y fue muerto el Rey, perdiéndose el Anillo Único en el lecho del Río Grande. Y entre la Carroca y los Campos Gladios, se establecieron, en la Tercera Edad un resto de los Hombres del Norte, los Éothéod, descendientes del disuelto Reino de Rhovanion; que luego abandonarían el lugar por culpa de la sobrepoblación y por la Sombra que se alargaba desde el Bosque Verde; para habitar en los Altos Valles del Anduin. Mucho después, los Hobbits de la rama de “los Fuertes” habitaron el lugar, entre los cuales vivían Déagol y Sméagol. Allí, en los Campos Gladios, Déagol encontró el Anillo Único, y Sméagol le dio muerte, quedándose con el Anillo. 